# NAPS Team
NAPS Team s.n.c. è una software house italiana indipendente produttrice e sviluppatrice di videogiochi, avente sede a Messina in Sicilia. Il NAPS Team è il più antico studio di sviluppo italiano in attività, fondato nel 1993 da Fabio Capone e Domenico Barba. Al 2021 lo studio dichiara di aver sviluppato 45 giochi, spaziando su numerosi generi e numerose piattaforme, soprattutto console e dispositivi mobili.
L'acronimo NAPS è registrato come NA.P.S., ma il suo significato non viene rivelato.

## Storia

Domenico Barba e Fabio Capone nel 2000

La società venne fondata a Messina nel 1993 da Fabio Capone (n. 28 ottobre 1974) e Domenico Barba. I due intorno agli anni 2000 erano amministratori delegati ma, separatamente, Capone era direttore dello sviluppo artistico e Barba direttore solo dello sviluppo.
Già dal 1990 Barba era attivo nella demoscene italiana per l'home computer a 16-bit Amiga, mentre Capone produceva grafica con il software Deluxe Paint. Barba ebbe l'idea di realizzare un picchiaduro a incontri, genere allora molto in voga in sala giochi e su console, soprattutto nella scia di Street Fighter 2. Cercando un grafico, attraverso amicizie comuni contattò Capone. I due iniziarono la collaborazione e realizzarono un primo titolo sperimentale mai pubblicato, Eye of Tiger.
Il primo titolo commerciale è il picchiaduro Shadow Fighter, uscito nel 1994 per Amiga. Dopo il suo clamoroso successo e la sua impegnativa conversione per Amiga CD32, lo studio volle passare integralmente alla grafica 3D, ma la transizione non fu facile e per diverso tempo vennero realizzati solo prototipi non convincenti. Nel 2000 venne finalmente pubblicato Gekido, un picchiaduro a scorrimento per PlayStation, che si può ancora considerare il titolo più rappresentativo dell'azienda; nonostante il genere fosse ormai decisamente in calo, ricevette un discreto successo da parte della critica, portando così all'uscita di un seguito nel 2002 per Game Boy Advance, Gekido Advance: Kintaro's Revenge, che ha avuto recensioni migliori rispetto al precedente capitolo.
I titoli sviluppati nel corso degli anni sono stati pubblicati da molti editori diversi, tra cui Interplay, Agetec, Gremlin Interactive e il suo erede Zoo Games, Nintendo e Sony, e in alcuni casi da NAPS stessa.
L'azienda ha realizzato tra l'altro una serie di curiosi titoli a basso costo per PlayStation pubblicati con l'etichetta Phoenix Games, di scarso rilievo, ma importanti per sperimentare nuove idee di grafica e di gameplay.
Secondo Barba, un titolo che ottenne un successo inaspettato è stato il simulatore di volo WWII: Battle over the Pacific, col risultato relativamente notevole di 250 000 copie vendute. Al contrario, un titolo ambizioso ma rivelatosi deludente è stato Maria the Witch (2014) per dispositivi mobili, bollato dal pubblico come un clone di Flappy Bird. Tra le altre produzioni importanti figura Boot Camp Academy per Nintendo Wii; si ricordano anche gli advergame dei ghiaccioli Polaretti e Polaretti Tropical, sempre su mobile, scaricati da oltre 1 milione di giocatori.
Nel 2016 l'azienda inizia a lavorare al titolo Iron Wings, un simulatore di volo ambientato nella seconda guerra mondiale, progetto molto ambizioso in rapporto alle dimensioni dell'azienda, uscito poi nel corso del 2017 prima su PC e poi per Xbox One e nel 2020 per Nintendo Switch.
Nel 2016 i dipendenti dell'azienda erano solo 7, più diversi collaboratori esterni.
Baldo: The Guardian Owls, uscito per molte delle maggiori piattaforme nel 2021, è un videogioco di ruolo ispirato alla serie di The Legend of Zelda ma con lo stile grafico ispirato dai film d'animazione prodotti dallo Studio Ghibli.

## Videogiochi
L'azienda nel corso degli anni ha sviluppato almeno 45 titoli diversi, qui sono elencati i principali esponenti:
- Shadow Fighter (1994)
- Gekido (2000)
- Rageball (2002, pubblicato da Midas Games in Europa e da Agetec in Nord America)
- Gekido Advance: Kintaro's Revenge (2002)
- Football Madness (2003, pubblicato da Phoenix Games)
- Hot Shot (2003, pubblicato da Phoenix Games)
- Space Rider (2003, pubblicato da Phoenix Games)
- Omega Assault (2003, pubblicato da Phoenix Games)
- Wanted (2004, pubblicato da Phoenix Games)
- Jet Ace (2004, pubblicato da Phoenix Games)
- Flying Squadron (2004, pubblicato da Phoenix Games)
- Silent Iron (2004, pubblicato da Phoenix Games)
- Racing Fever (2005, pubblicato da Neko Entertainment)
- Shoot, raccolta[20] (2005, pubblicato da Phoenix Games)
- WWI: Aces of the Sky (2006, pubblicato da Midas Interactive Entertainment)
- WWII: Battle over the Pacific (2006, pubblicato da Midas Interactive Entertainment)
- SWAT Siege (2006, pubblicato da Phoenix Games)
- Space Rebellion (2006, pubblicato da Phoenix Games)
- Sniper Assault (2007, pubblicato da Phoenix Games)
- Dead Eye Jim (2007, pubblicato da Phoenix Games)
- Operation Air Assault 2 (2007, pubblicato da Midas Interactive Entertainment)
- They Came from the Skies (2007, pubblicato da Midas Interactive Entertainment)
- Twin Strike: Operation Thunder (2008, pubblicato da Zoo Publishing)
- Boot Camp Academy (2010, pubblicato da Ubisoft in Europa e da Zoo Publishing in Nord America)
- Falling to Earth (2014)
- Maria the Witch (2014)
- Pop Island (2014)
- Legendary Knight (2015)
- Polaretti (2016)
- Iron Wings (2017)
- The Knight & The Dragon (2019)
- Baldo: The Guardian Owls (2021)

### Annullati
- Dark Night[21] (diventato anni dopo Baldo: The Guardian Owls)
- Eye of Tiger[8]
- Gekido: The Dark Angel
- Green Beret per Game Boy Color[22]